# Giuseppe Graviano
Giuseppe Graviano (Palermo, 30 de septiembre de 1963) es un mafioso italiano del barrio de Brancaccio de Palermo. En la actualidad cumple varias cadenas perpetuas.
Los hermanos Giuseppe y Filippo Graviano se convirtieron en miembros de la Comisión de la mafia siciliana por el mandamento Brancaccio-Ciaculli, sustituyendo a Giuseppe Lucchese que estaba en prisión. Como tales, fueron también considerados responsables de los asesinatos de los jueces antimafia Giovanni Falcone y Paolo Borsellino

## Los atentados de 1993
Después de la detención del jefe de la mafia Totò Riina en enero de 1993, los jefes restantes, entre ellos Giuseppe Graviano, Matteo Messina Denaro, Giovanni Brusca, Leoluca Bagarella, Antonino Gioè y Gioacchino La Barbera se reunieron un par de veces (a menudo en la zona de Santa Flavia en Bagheria, en una finca propiedad del mafioso Leonardo Greco). Acordaron una estrategia de atentados para obligar al Estado italiano a retractarse en sus posiciones más duras. Ello dio lugar a una serie de ataques con bombas en 1993 en la Via dei Georgofili en Florencia, en Via Palestro en Milán y en la Piazza San Giovanni in Laterano y Via San Teodoro en Roma, que dejó 10 muertos y 93 heridos, así como daños en centros de interés cultural, como es la Galería Uffizi.
Los hermanos Graviano, incluido el mayor de ellos, Benedetto Graviano, fueron considerados como los organizadores de dichas operaciones, en particular, para seleccionar a los hombres que llevarían a cabo los atentados. Giuseppe and Filippo Graviano recibieron cada uno una sentencia a cadena perpetua por los atentados.

## Asesinato del sacerdote Antimafia
Giuseppe y Filippo Graviano ordenaron el asesinato del sacerdote Antimafia Pino Puglisi el 15 de septiembre de 1993. Puglisi era el párroco de San Gaetano en el barrio de Brancaccio que hablaba en contra de la mafia. Uno de los sicarios que mató a Puglisi, Salvatore Grigoli, más tarde confesó y reveló las últimas palabras del sacerdote mientras sus asesinos se acercaban: " Os estaba esperando":
Filippo y Giuseppe Graviano fueron arrestados el 27 de enero de 1994,  y han estado en prisión desde entonces. Están condenados por los atentados en Florencia y en Roma de 1993, y por haber ordenado el asesinato de Pino Puglisi. Los dos hermanos encarcelados lograron dejar embarazadas a sus mujeres a pesar de las estrictas normas que prohíben las visitas conyugales. Los investigadores se dieron cuenta de que los dos hombres habían tenido hijos estando entre rejas cuando sus esposas vinieron a visitarles con sus bebés. Se cree que los dos hermanos utilizaron a cómplices para sacar de contrabando el esperma.

## La hermana toma el poder
Con los dos hermanos cumpliendo condena, el control del clan Graviano recayó en su hermana, Nunzia Graviano, conocida como picciridda (la pequeña, la niña), reinvirtiendo los bienes económicos de la familia y modernizando su negocio. "Es el alter ego de sus hermanos en su territorio y es capaz de gestionar una gran fortuna," según la fiscalía. Puede haber sido la primera mujer que ha actuado como "regente" de una familia mafiosa. Seguía la bolsa de Milán en el teletexto y era una ávida lectora de la prensa financiera Il Sole 24 Ore. Gran parte de la riqueza de los Graviano se invirtía en empresas italianas de primera línea. También estaba lavando una parte del dinero en el extranjero a través de una consultoría financiera en Luxemburgo. Fue detenida en julio de 1999 en Niza (Francia).

## Brancaccio
El tercer hermano Benedetto Graviano, quien había cumplido una condena de cinco años por asociación mafiosa, ha sido detenido en julio de 2004 por tráfico de cocaína. Supuestamente financió 18 kilos de cocaína en una empresa conjunta con un clan de la 'Ndrangheta. La cocaína fue distribuida entre la jet set de Palermo. Tras su puesta en libertad por falta de pruebas, fue arrestado de nuevo en febrero de 2005. Benedetto Graviano se había hecho cargo del mando en el área de Brancaccio después de la detención del regente Giuseppe Guttadauro. La familia mafiosa de Santa Maria di Gesù había tratado de apoderarse de la zona de Brancaccio, pero el jefe de la Cosa Nostra Bernardo Provenzano decidió restablecerla a los Gravianos.
Giuseppe Graviano recientemente ha adquirido un título académico en matemáticas y su hermano Filippo en economía.

## Vínculos con Berlusconi
De acuerdo con el pentito Antonino Giuffrè los hermanos Graviano eran los intermediarios entre Cosa Nostra y el presidente Silvio Berlusconi. La Cosa Nostra decidió respaldar al partido de Berlusconi Forza Italia desde su fundación en 1993, a cambio de resolver los problemas judiciales de la mafia. La mafia se volvió a Forza Italia cuando sus contactos tradicionales en el desacreditado partido Democrazia Cristiana fueron incapaces de proteger de la ley a sus miembros.
Según Giuffrè, los Graviano trataronn directamente con Berlusconi a través del empresario Gianni Ienna en septiembre u octubre de 1993. El supuesto pacto se vino abajo en 2002. La Cosa Nostra no había conseguido nada. No hubo revisiones en juicios mafiosos, ni cambios en la ley de las incautaciones de bienes y en el artículo 41-bis.

### Afirmaciones de Gaspare Spatuzza
Uno de los subordinados de Graviano, Gaspare Spatuzza, convertido en pentito en 2008, ha confirmado las declaraciones de Giuffrè. Spatuzza testificó que Graviano le había dicho en 1994 que el futuro presidente Silvio Berlusconi estaba negociando con la mafia un acuerdo político-electoral entre La Cosa Nostra y su partido Forza Italia. Spatuzza dijo que Graviano le reveló la información durante una conversación en un bar propiedad de Graviano en la exclusiva Via Veneto de Roma. La mano derecha de Berlusconi, Marcello Dell'Utri, fue el intermediario, según Spatuzza. Dell'Utri ha desestimado las alegaciones de Spatuzza como "sin sentido".
El 4 de diciembre de 2009, Spatuzza repitió sus acusaciones ante el tribunal contra Dell'Utri, condenado a 9 años en 2004, por colusión con la mafia. Declaró: "Graviano me dio el nombre de Berlusconi y dijo que gracias a él y al hombre de nuestra ciudad natal (una referencia aparente a Dell' Utri) tenemos el país en nuestras manos." Dell'Utri dijo a la corte que ni él ni Berlusconi tenía conexiones con la mafia. El 11 de diciembre de 2009, Filippo Graviano negó las afirmaciones de Spatuzza ante el tribunal de Palermo. Dijo que nunca había conocido a Dell'Utri directa o indirectamente.